# Eleotris brachyurus
Eleotris brachyurus är en fiskart som beskrevs av Bleeker, 1849. Eleotris brachyurus ingår i släktet Eleotris och familjen Eleotridae. Inga underarter finns listade i Catalogue of Life.